# Armand Deperdussin
Armand Jean Auguste Deperdussin (* 8. Juli 1864 in Paris; † 11. Juni 1924 ebenda) war ein französischer Unternehmer. Er gilt als einer der berühmtesten Flugzeughersteller vor dem Ersten Weltkrieg.

## Leben
Armand Deperdussin verbrachte einige Zeit in Belgien als Chansonnier und erwarb mit dem Seidenhandel sein Vermögen. Er verkaufte importierte Seide an große Kaufhäuser, Modehäuser und Textilhersteller in Europa. Durch seine weltweiten Reisen und steigender Nachfrage nach Flugzeugseide kam er mit namhaften Luftfahrtpionieren der Gründerzeit in Kontakt. Er unterstützte die Pläne des damals jungen Ingenieurs Louis Béchereau.
Anfang 1909 gründet er die Société de Production des Aéroplanes Deperdussin (kurz: SPAD) in Bétheny, rund fünf Kilometer nordöstlich von Reims. Technischer Leiter wurde Louis Béchereau. Im November 1909 wurde das erste Patent veröffentlicht Nº 409.715. 1912 kaufte er das Gelände des Flugplatzes in Reims-Betheny und errichtete dort eine weitere Flugzeugfertigung.
Die Firma SPAD wurde sehr schnell durch die Erfolge seines Konstrukteurs Louis Béchereau weltweit bekannt. 1912 stellt Béchereau die Monocoque-Bauweise für Flugzeuge vor, die für die Deperdussin Flugzeugwerke SPAD zum Marken-Design wurde.
Die Flugzeugrümpfe anderer Hersteller bestanden aus einem mit lackiertem Stoff überzogenen Gerüst. Das Deperdussin Monocoque-Rennflugzeug besaß jedoch einen Stromlinienrumpf aus einer Holzschale. Neu war auch die sogenannte Deperdussin-Steuerung (DEP), bei der für die Nickbewegung und für die Rollbewegung ein Steuerrad angebracht war. Als Triebwerk besaß das Flugzeug einen speziellen Flugzeugmotor, einen von Gnôme als Umlaufmotor konstruierten Verbrennungsmotor, bei dem das Kurbelgehäuse und die Zylinder um die Kurbelwelle rotieren. Die Deperdussin Monocoques waren die schnellsten Flugzeuge ihrer Zeit.
Mit engagierten Mitarbeitern und technischen, revolutionären Entscheidungen im Hause Deperdussin gewann SPAD auch viele Preise, wie zum Beispiel: den internationalen Luftfahrt-Geschwindigkeits-Rekord beim Gordon-Bennett-Pokal 1912, mit dem Werkspiloten Jules Védrines und dem Gordon-Bennett-Cup im Jahr 1913 in Reims, den Maurice Prévost mit 203 Kilometern pro Stunde mit einer Deperdussin Monocoque Racer gewann. Die Jagdflugzeuge der Firma SPAD waren im Ersten Weltkrieg bekannt und erfolgreich.
Mitte August 1913 kam die SPAD auf Grund betrügerischer Praktiken ihres Gründers in die Schlagzeilen. Deperdussin wurde 1917 zu fünf Jahren Gefängnis verurteilt. In Folge der Geschichte geriet Deperdussin in Finanzierungsprobleme. Er musste nicht nur die in Konkurs geratene Firma SPAD verkaufen, er verlor auch seinen Wohnsitz auf Château des Barilliers, in Chambray-lès-Tours. Die Flugzeugwerke SPAD wurden 1921 vom französischen Unternehmen Blériot Aéronautique übernommen.
Am 11. Juni 1924 verstarb Deperdussin im Krankenhaus Lariboisière in Paris, in Folge eines Selbstmordversuches.